# Урюмкан
Урюмка́н — река в Забайкальском крае России, левый приток Аргуни, протекает по территории Газимуро-Заводского района. Длина реки — 226 км, площадь водосбора — 4400 км².
Берёт начало на высоте около 900 м над уровнем моря, с горной перемычки, соединяющей Газимурский и Урюмканский хребты. Течёт параллельно соседней реке Уров, лежащей к северо-востоку. Течёт частью в гористых, покрытых лесом берегах, частью по степной равнине. Устье реки находится в 176 км по левому берегу Аргуни, на высоте 365 м над уровнем моря, между островом Ильмовый и хребтом Даюэлин.
Крупнейший приток — Ороча.